# Ферьер-сюр-Сишон
Ферье́р-сюр-Сишо́н (фр. Ferrières-sur-Sichon) — коммуна во Франции, находится в регионе Овернь. Департамент коммуны — Алье. Входит в состав кантона Ле-Мейе-де-Монтань. Округ коммуны — Виши.
Код INSEE коммуны — 03113.

## Население
Население коммуны на 2008 год составляло 554 человека.
| 1962 | 1968 | 1975 | 1982 | 1990 | 1999 | 2008 |
| ---- | ---- | ---- | ---- | ---- | ---- | ---- |
| 838  | 916  | 795  | 656  | 632  | 561  | 554  |

## Экономика

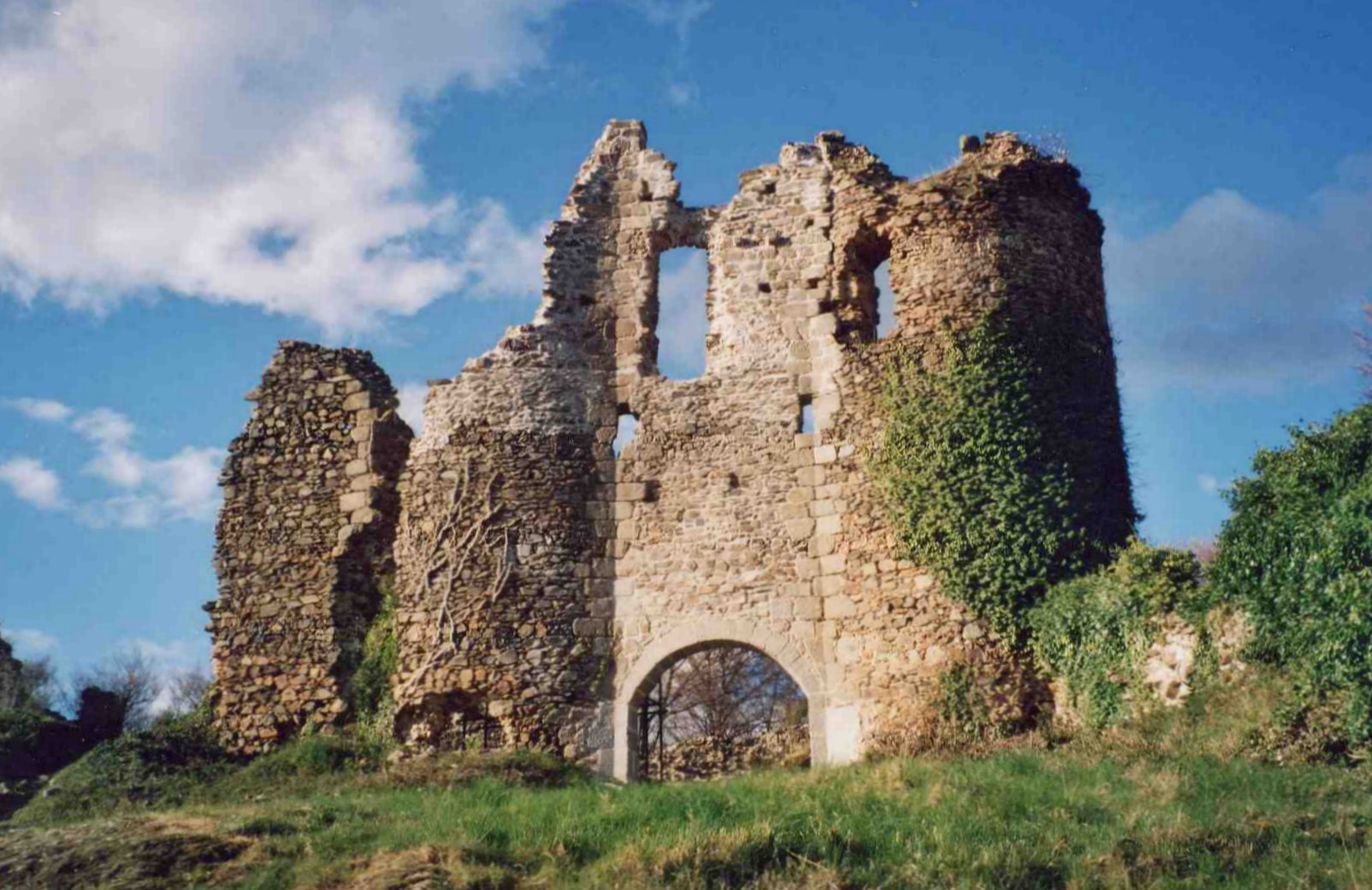
Замок Монжильбер

В 2007 году среди 338 человек в трудоспособном возрасте (15—64 лет) 226 были экономически активными, 112 — неактивными (показатель активности — 66,9 %, в 1999 году было 67,9 %). Из 226 активных работали 205 человек (118 мужчин и 87 женщин), безработных было 21 (7 мужчин и 14 женщин). Среди 112 неактивных 30 человек были учениками или студентами, 46 — пенсионерами, 36 были неактивными по другим причинам.